# Македоно-этолийская война
Македоно-Этолийская война (210—205 до н. э.) — часть Первой Македонской войны, вооружённый конфликт между царём Македонии Филиппом V и союзными римско-этолийскими войсками за господство в Иллирии.
Ещё в 215 году до н. э. Ганнибал, находившийся в тяжёлом положении в Южной Италии, заключил союз с Филиппом V и этим вынудил римлян усилить свои войска в Калабрии и держать на море сильную эскадру для обеспечения безопасности Италии от опасной для неё Македонской державы. Когда же Филипп весной 214 года до н. э. занял в Иллирии Орикум и осадил Аполлонию, надеясь получить удобную базу для перехода в Италию, то консул Марк Валерий Левин на 55 кораблях прибыл с легионом в Иллирию, взял Орикум и нанес поражение Филиппу, который потерял до 3 тысяч человек, весь флот и все осадные орудия и бежал в Македонию.
В 212 году до н. э. Левин, заключив союз с этолийцами и с другими врагами Филиппа, стал его теснить. В 208 году до н. э. при преемнике Левина, Сульпиции, союзники римлян отложились от них, и Филипп снова получил перевес в борьбе с Римом. Когда же большая часть римских сил была отозвана в Италию против Гасдрубала, Филипп начал успешно действовать как против Спарты, так и против этолийцев. Однако победа римлян y Метавра и прибытие на смену Сульпицию в Эпидамн проконсула Публия Семпрония Тудитана (10 тысяч пехоты, 1 тысяча конницы и 35 кораблей) настолько надёжно обезопасили Иллирию, что Филипп в 205 году до н. э., не желая продолжать бессмысленную борьбу, заключил мир.